# Ким Мин Джо
Ким Мин Джо (кор. 김민조; англ. Kim Min Jo; род. 20 октября 1998 года, Сеул) — корейская конькобежка, серебряный призёр чемпионата мира среди юниоров. Выступает за команду «Korea University».

## Биография
Ким Мин Джо занялась спортом в возрасте 6 лет, в первом классе начальной школы Сеула. В возрасте 9-лет стала участвовать в юношеских соревнованиях. В 2013 году заняла 3-е место в забеге на 500 м на 94-м Национальном фестивале зимних видов спорта. В 2015 году на чемпионате Кореи по спринту среди юниоров стала бронзовым призёром в многоборье, а на взрослом чемпионате заняла высокое 4-е место и выиграла дистанции 500 и 1000 м на 96-м Национальном чемпионате по зимним видам спорта.
Ким Мин Джо дебютировала в 2016 году на Кубке мира среди юниоров и на юниорском чемпионате мира в Чанчуне, где выиграла серебряную медаль на дистанции 500 м. Через год выиграла чемпионат Кореи в спринте среди юниоров, а среди взрослых вновь поднялась на 4-е место. Она также первенствовала на дистанциях 500 и 1000 м на 50-м Национальном чемпионате среди Университетов.
Наконец в 2018 году выиграла взрослый чемпионат Кореи в спринтерском многоборье и поехала на свой первый чемпионат мира в спринтерском многоборье, который проходил в китайском Чанчуне. Там Ким заняла 14-е место в общем зачёте многоборья. После вновь выиграла обе дистанции 500 и 1000 м на Университетских играх в Корее.
В 2019 году на 100-м Национальном фестивале зимних видов спорта Ким Мин Джо заняла 1-е место на 500 м и 3-е на 1000 м. Следующие 2 сезона она участвовала только на внутренних Корейских соревнованиях, но выше 5-го места не смогла подняться. В 2022 году на чемпионате Кореи по спринту стала только 16-й, а на чемпионате Кореи в классическом многоборье заняла 6-е место. В феврале она заняла 2-е место в беге на 500 м на 103-м Национальном фестивале зимних видов спорта.

## Личная жизнь
Ким Мин Джо обучается в Корейском университете в Седжоне на факультете физического воспитания.